# Лакруа (лунный кратер)
Кратер Лакруа (лат. Lacroix) — большой древний ударный кратер в южной материковой части видимой стороны Луны. Название присвоено в честь французского математика Сильвестра Франсуа Лакруа (1765—1843) и утверждено Международным астрономическим союзом в 1935 г. Образование кратера относится к нектарскому периоду.

## Описание кратера

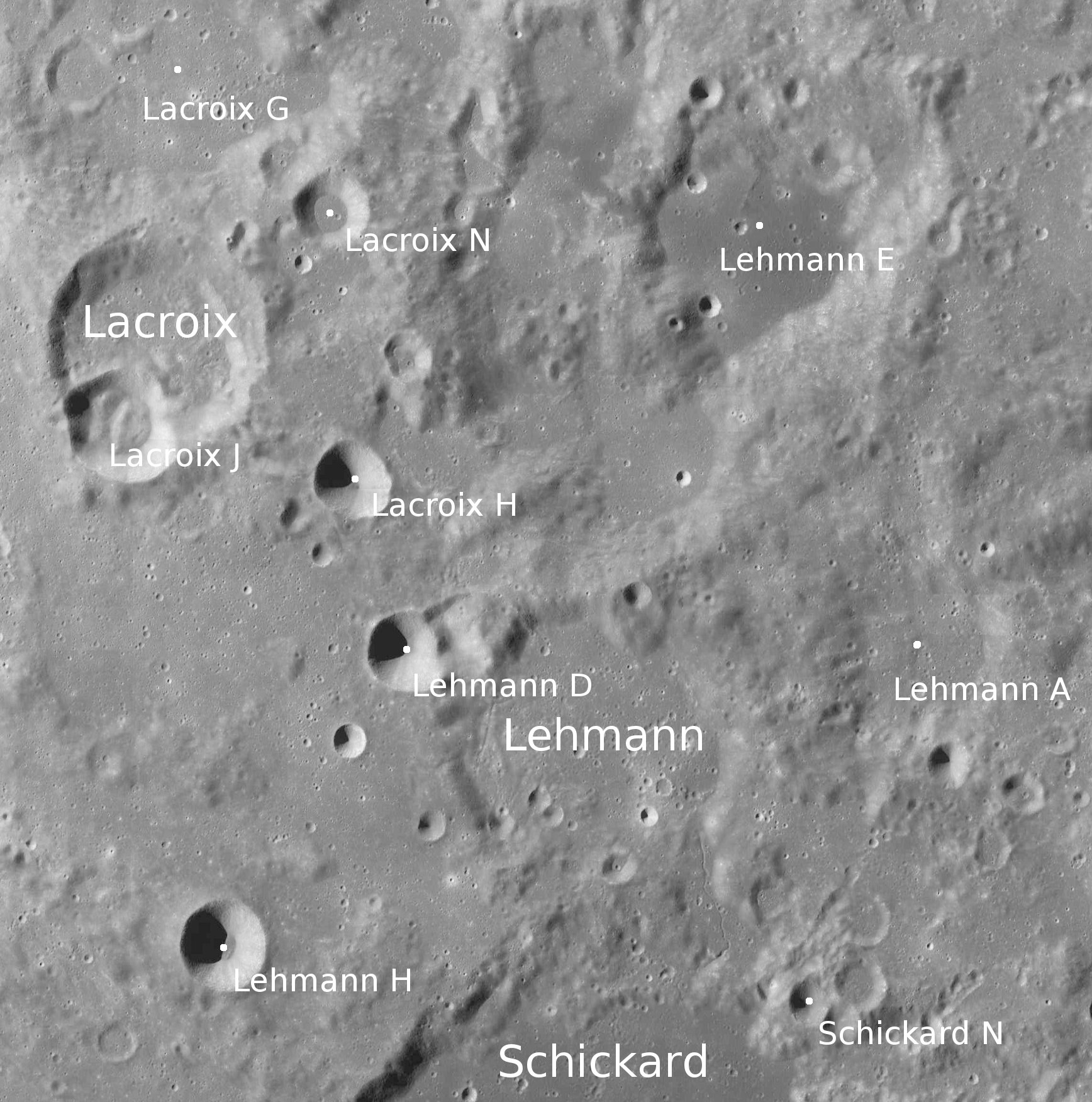
Окрестности кратера Лакруа. Снимок зонда Lunar Reconnaissance Orbiter.

Ближайшими соседями кратера являются кратер Пиацци на западе; кратер Виет на севере-северо-востоке; кратер Дреббель на востоке-юго-востоке; кратер Леман на юго-востоке и кратер Шиккард на юге-юго-востоке.
Селенографические координаты центра кратера 37°56′ ю. ш. 59°12′ з. д. / 37,93° ю. ш. 59,2° з. д., диаметр 36,1 км, глубина 2,36 км.
Кратер Лакруа имеет циркулярную форму и умеренно разрушен. Юго-западная часть чаши перекрыта сателлитным кратером Лакруа J (см. ниже). Вал хорошо очерчен, внутренний склон имеет уступ в восточной части. Высота вала над окружающей местностью достигает 1000 м, объем кратера составляет приблизительно 1000 км³.   Дно чаши относительно ровное, имеется центральный пик.

## Сателлитные кратеры

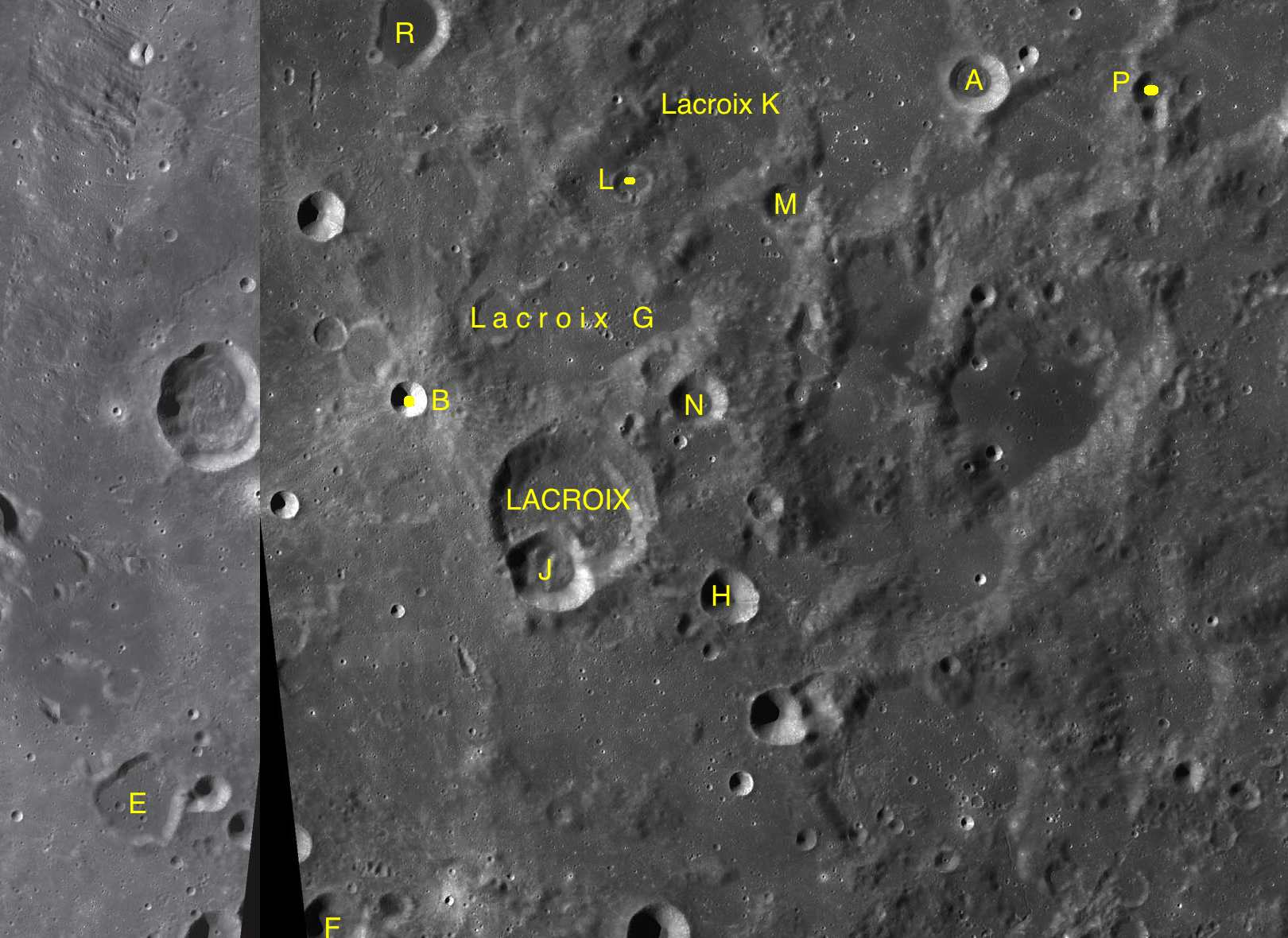
Фрагменты карат LAC-109, LAC-110.

| Лакруа | Координаты                                            | Диаметр, км |
| ------ | ----------------------------------------------------- | ----------- |
| A      | 35°07′ ю. ш. 55°20′ з. д. / 35,11° ю. ш. 55,34° з. д. | 13,2        |
| B      | 37°04′ ю. ш. 60°34′ з. д. / 37,06° ю. ш. 60,56° з. д. | 8,1         |
| E      | 39°58′ ю. ш. 63°02′ з. д. / 39,97° ю. ш. 63,03° з. д. | 20,3        |
| F      | 40°43′ ю. ш. 61°44′ з. д. / 40,72° ю. ш. 61,73° з. д. | 14,5        |
| G      | 36°37′ ю. ш. 59°15′ з. д. / 36,62° ю. ш. 59,25° з. д. | 48,8        |
| H      | 38°40′ ю. ш. 57°50′ з. д. / 38,66° ю. ш. 57,84° з. д. | 12,9        |
| J      | 38°22′ ю. ш. 59°26′ з. д. / 38,37° ю. ш. 59,43° з. д. | 20,1        |
| K      | 35°09′ ю. ш. 57°46′ з. д. / 35,15° ю. ш. 57,76° з. д. | 43,6        |
| L      | 35°40′ ю. ш. 58°25′ з. д. / 35,67° ю. ш. 58,41° з. д. | 8,7         |
| M      | 35°54′ ю. ш. 57°06′ з. д. / 35,9° ю. ш. 57,1° з. д.   | 12,6        |
| N      | 37°15′ ю. ш. 57°59′ з. д. / 37,25° ю. ш. 57,98° з. д. | 12,8        |
| P      | 35°13′ ю. ш. 53°51′ з. д. / 35,22° ю. ш. 53,85° з. д. | 8,3         |
| R      | 34°26′ ю. ш. 60°13′ з. д. / 34,44° ю. ш. 60,22° з. д. | 19,2        |

## См.также
- Список кратеров на Луне
- Лунный кратер
- Морфологический каталог кратеров Луны
- Планетная номенклатура
- Селенография
- Минералогия Луны
- Геология Луны
- Поздняя тяжёлая бомбардировка